# Radioåret 1940

## Händelser

### Januari
- 26 januari - Statens Informationsstyrelse inrättas i Sverige med uppgift att bland annat övervaka svenska böcker, press, radio och film.

### Maj
- 31 maj - Körverket Förklädd gud uruppförs i Sveriges Radio.

### Juni
- 18 juni - Den franske generalen Charles de Gaulle håller ett radiotal från London där han uppmanar sina landsmän till motstånd samt bildar en fransk exilregering.

### Oktober
- 15 oktober - Sju personalmedlemmar dödas vid ett försök att få ut en tysk bomb från Broadcasting House i London.[1]

### December
- 31 december - Vid nyårsfirandet på Skansen läses inte dikten Nyårsklockan, men den traditionelle uppläsaren Anders de Wahl läser den i radio.

## Födda
- 11 augusti - Pia Brandelius, svensk journalist, anställd vid Sveriges Radios ekoredaktion 1968-1980 och vid Sveriges Television från 1980, nyhetsuppläsare i Aktuellt.
- 24 december - Per Eric Nordquist, svensk TV- och radioproducent och programledare.

### Fotnoter
1. ↑  http://news.bbc.co.uk/aboutbbcnews/spl/hi/history/noflash/html/1940s.stm About BBC News - official site